# Postbeamtenkrankenkasse
Die Postbeamtenkrankenkasse (PBeaKK) ist eine bundesunmittelbare Körperschaft des öffentlichen Rechts und eine Sozialeinrichtung der Bundesanstalt für Post und Telekommunikation Deutsche Bundespost, die auch die Aufsicht führt. Sie gewährt ihren Mitgliedern und mit diesen mitversicherten Personen Leistungen in Krankheits-, Geburts- und Todesfällen sowie im Pflegefall und bei Maßnahmen zur Früherkennung und Vorsorge von Krankheiten. Insofern deckt sie die Bereiche Krankenversicherung und Pflegeversicherung ab. Außerdem bietet sie Zusatzversicherungen und eine Auslandskrankenversicherung für ihre Mitglieder an. Die Postbeamtenkrankenkasse ist in ihrem Bestand geschlossen; d. h. sie nimmt keine weiteren Mitglieder auf. Ende 2023 betreut die PBeaKK etwa 275.000 Mitglieder sowie etwa 72.000 mitversicherte Angehörige. In den Bereichen Zusatzversicherung hat sie etwa 1,66 Millionen Versicherungsverhältnisse und in der Auslandskrankenversicherung etwa 381.000. Die PBeaKK hat ca. 830 Beschäftigte.
Darüber hinaus übernimmt die Postbeamtenkrankenkasse für viele Berufsgenossenschaften und Bundesbehörden die Beihilfebearbeitung, wie zum Beispiel für die BG BAU, die BG Verkehr, die Bundesnetzagentur, die Bundesagentur für Arbeit, das Bundesministerium für Digitales und Verkehr oder das Bundesministerium für Wirtschaft und Klimaschutz sowie für deren nachgeordnete Behörden. Seit April 2024 hat das Saarland die Beihilfebearbeitung auf die Postbeamtenkrankenkasse übertragen.
Die Postbeamtenkrankenkasse hat ihren Hauptsitz seit 1951 in Stuttgart. Sie führt neben der Hauptverwaltung in Stuttgart auch eine Geschäftsstelle in Stuttgart und weitere Geschäftsstellen in Karlsruhe, Freiburg im Breisgau, Frankfurt am Main, Saarbrücken, München, Nürnberg, Regensburg, Koblenz, Köln, Düsseldorf, Dortmund, Münster, Hannover, Bremen, Hamburg, Kiel und Berlin. Für den Dienstherrn und die Gemeinschaft Privater Versicherer übernimmt die Postbeamtenkrankenkasse u. a. Aufgaben, die sich aus der Privaten Pflegeversicherung und der Fürsorgepflicht des Dienstherrn nach § 78 Bundesbeamtengesetz (BBG) (in erster Linie Beihilfe) ergeben.
Die PBeaKK hat als Organe den Vorstand (Vorsitzender und ein weiteres Mitglied; Amtszeit fünf Jahre) und den Verwaltungsrat (16 Mitglieder: 8 Mitgliedervertreter und 8 Verwaltungsvertreter). Der Vorstand kann nur durch den Verwaltungsrat abberufen und mit seiner Zustimmung eingesetzt werden.  Beschlüsse des Verwaltungsrates müssen von der Aufsichtsbehörde genehmigt werden. Die zuständige Aufsichtsbehörde ist die Bundesanstalt für Post und Telekommunikation Deutsche Bundespost. Die Postbeamtenkrankenkasse unterliegt der Rechtsaufsicht und der Aufsicht im Hinblick auf die Wirtschaftlichkeit der Aufsicht durch die Bundesanstalt für Post und Telekommunikation. Die Postbeamtenkrankenkasse unterliegt nach § 111 Bundeshaushaltsordnung (BHO) der Prüfung durch den Bundesrechnungshof.

## Geschichte
Die erste betriebliche Sozialeinrichtung der Reichspost waren die Postvertrauensärzte in größeren Städten im Jahr 1874. Die Oberpostdirektionen konnten diesen Ärzten Beamte des einfachen Dienstes zur unentgeltlichen Behandlung zuweisen. Die Familienangehörigen waren jedoch nicht von dieser Maßnahme erfasst.
Mit Wirkung vom 1. März 1913 verfügte das Reichspostamt die Einrichtung einer Krankenkasse bei jeder Oberpostdirektion. Sie trugen den Namen „Krankenkasse für Unterbeamte im Bezirk der Kaiserlichen Postdirektion in ...“. Daraufhin nahmen 41 Kassen – ausgestattet mit der Mustersatzung vom 22. Februar 1913 – ihre Tätigkeit auf. Die Mitgliedschaft war nur für Beamte des einfachen Dienstes (damals unterer Dienst genannt) und Angehöriger dieser Beamten möglich. Sie waren keine Krankenkassen, sondern betriebliche Sozialeinrichtung. Der Kassenbeitritt war freiwillig. Im Unterschied zu den Krankenkassen nach der Reichsversicherungsordnung wurde festgelegt, dass ein Leistungsanspruch gegen die Kasse entfiel, sofern ein ersatzpflichtiger Dritter vorhanden war.
1919 wurde die Organisation in „Krankenkasse für Unterbeamte im Bezirk der Postdirektion in ...“ umbenannt, Anfang der 1920er Jahre in „Krankenkasse für Post- und Telegrafenbeamte“, Anfang der 1930er Jahre in „Krankenkasse für Beamte der Deutschen Reichspost im Bezirk der Oberpostdirektion ...“ Am 1. April 1938 wurde die Kasse in „Reichspostkrankenfürsorge“ (RPKF) umbenannt. Die Mitgliedschaft war für alle Beamten und nicht versicherungspflichtigen Angestellten der Reichspost und ihre Angehörigen möglich. Von 1945 bis 1951 erfolgte die Verwaltung der RPKF durch die jeweiligen Bezirksstellen ohne einheitliche Leitung. Am 15. November 1951 wurde eine neue Hauptverwaltung in Stuttgart eingerichtet und die Kasse erhielt die Kurzbezeichnung PBeaKK.
Bis zur deutschen Postreform in den 1990er Jahren war die Postbeamtenkrankenkasse eine betriebliche Sozialeinrichtung der Deutschen Bundespost.

## Mitgliedergruppen
Die PBeaKK teilt ihre Mitglieder in mehrere Gruppen ein. Der Leistungsumfang unterscheidet sich.
- A: Beamte, Ruhestandsbeamte und Hinterbliebene des einfachen Dienstes
- B 1: Beamte, Ruhestandsbeamte und Hinterbliebene des mittleren, gehobenen und höheren Dienstes
- B 2, B 3: Mitglieder ohne Beihilfeanspruch (B 2 und B 3 erhalten unterschiedlich hohe Erstattungen)
- C: frühere Angestellte mit Rentenanspruch aus der Versorgungsanstalt der Deutschen Bundespost (VAP)
- E: geschiedene Ehegatten
- S: studierende Kinder von Mitgliedern
- B 2(S): studierende Kinder von Mitgliedern, die nicht im Familienzuschlag berücksichtigungsfähig sind

In der Gruppe C wird der Verlust des Beihilfeanspruchs mit Renteneintritt durch etwas höhere Leistungen kompensiert.
Leistungsumfang:
- A: Leistungen wie für Kassenversicherte, keine Privatleistungen außer bei Überweisung zu einem Privatarzt durch den Vertragsarzt der PBeaKK
- B1, B2, C und E (von Versicherten aus B): Erstattung von privatärztlichen Leistungen

Automatisch wird ein Wechsel der Mitgliedergruppe von A nach B 1 vorgenommen bei:
1. Beförderung nach A 7
2. Wohnsitzverlegung ins Ausland
3. Urlaub ohne Bezüge/Vergütung ohne Anspruch auf Beihilfe
4. Wegfall der Besoldung/Vergütung
5. Ausscheiden aus dem Dienstverhältnis, wenn die Mitgliedschaft bestehen bleibt

Auf Antrag ist ein Wechsel möglich von
1. A nach B 1
2. A oder B 1 nach B 2 oder B 3
3. B 1 nach A

## Rechtliche Zuordnung
Die Postbeamtenkrankenkasse gilt gemäß einem Urteil des Sozialgerichts Kassel nicht als Krankenkasse im Sinne des Fünften Buches Sozialgesetzbuch und damit kein Teil der gesetzlichen Krankenversicherung, sie ist aber explizit auch nicht der privaten Krankenversicherung zuzuordnen. Dieser Sachverhalt wurde in einer Urteilsbegründung angegeben, wonach die PBeaKK zur Wiederaufnahme eines ehemaligen Mitglieds verpflichtet wurde.